# Montebello tenuis
Genre
Espèce
Montebello tenuis, unique représentant du genre Montebello, est une espèce d'araignées aranéomorphes de la famille des Gnaphosidae.

## Distribution
Cette espèce est endémique d'Australie-Occidentale.

## Publication originale
- Hogg, 1914 : Spiders from the Montebello Islands. Proceedings of the Zoological Society of London, vol. 1914, p. 69-92 (texte intégral).